# Kirk Rueter
Kirk Wesley Rueter (né le 1er décembre 1970 à Hoyleton, Illinois, États-Unis) est un ancien lanceur gaucher des Ligues majeures de baseball. Il a joué de 1993 à 2005 pour les Expos de Montréal et les Giants de San Francisco.

## Carrière
Repêché en 18e ronde en 1991 par les Expos de Montréal après avoir joué à l'université d'État de Murray, Kirk Rueter fait des débuts remarqués dans les ligues majeures à l'âge de 22 ans. 
Rappelé des ligues mineures à la mi-saison en 1993, il lance un match de deux coups sûrs en huit manches et un tiers à sa première apparition dans les majeures contre les Giants de San Francisco, le 7 juillet. Il termine la saison avec 8 victoires, aucune défaite, et une moyenne de points mérités de 2,73. En 1994, il remporte ses deux premières décisions de la saison avant de subir sa première défaite en carrière à la fin mai. Avec une fiche victoires-défaites de 10-0, Rueter effectuait la deuxième meilleure entrée de toute l'histoire des majeures, et la meilleure depuis les 12 gains consécutifs de Hooks Wiltse, des Giants de New York, en 1904.
Il connaît des hauts et des bas au cours des quelques saisons suivantes. Malgré une fiche de 7-3 en 1994, sa moyenne est élevée, à 5,17. Il ne lance que neuf fois en 1995 et remet un dossier de 5-3, puis affiche une fiche perdante de 5-6 en 1996 lorsque les Expos l'échangent, le 30 juillet, aux Giants de San Francisco. Le lanceur Tim Scott passe également aux Giants dans cette transaction, et les Expos font l'acquisition du droitier Mark Leiter.
À San Francisco, Kirk Rueter s'impose comme l'un des partants les plus fiables de l'équipe pendant plusieurs années. Il connaît sept saisons consécutives de 10 victoires ou plus, et effectue au-dessus de 30 départs pendant 7 de ses 9 saisons et demie chez les Giants.
En 1998, il remporte 16 victoires, un sommet pour lui, contre 9 revers. En 1999, il gagne 15 parties. En 2002, son rendement de 14-8 aide les Giants à atteindre la Série mondiale.
Au début 2006, Rueter tente de gagner un poste avec les Cardinals de Saint-Louis, l'équipe qu'il encourageait durant son enfance, mais en est incapable et sa carrière prend fin après la saison 2005 à San Francisco. Il a gagné 130 victoires dans sa carrière, dont 105 avec les Giants. Ses 105 victoires sont au moment de sa retraite un record pour un lanceur gaucher des Giants.
Ses coéquipiers l'avaient surnommé Woody, en raison de sa ressemblance physique avec le personnage du même nom dans le film d'animation Histoire de jouets.